# Двухслойный графен
Двухслойный графен — двумерная аллотропная модификация углерода, образованная двумя близко расположенными слоями графена. Так как они расположены на расстоянии меньше 1 нм друг от друга, электроны из одного слоя графена могут туннелировать в другой, что приводит к появлению нового закона дисперсии для носителей тока. Обычно рассматривают двуслойный графен, в котором второй слой повёрнут на 60 градусов относительно первого. Это приводит к тому, что подрешётки A в нижнем графене и подрешётка B в верхнем графене выровнены в вертикальном направлении. Эта конфигурация называется AB stacking и встречается в графите.
Транспортные свойства двухслойного графена были впервые исследованы в Манчестерском университете в лаборатории А. Гейма.

## Гамильтониан
Гамильтониан двухслойного графена при приложенном электрическом поле между слоями записывается в виде
{\displaystyle H=\left({\begin{array}{cccc}-V/2&c\pi ^{\dagger }0&0\\c\pi &-V/2&t_{\bot }&0\\0&t_{\bot }&V/2&c\pi ^{\dagger }\\0&0&c\pi &V/2\\\end{array}}\right),}
где V — потенциал слоёв, c — фермиевская скорость, {\displaystyle \pi =p_{x}+ip_{y}}, {\displaystyle \pi ^{\dagger }=p_{x}-ip_{y}}, px и py — импульсы по x и по y, {\displaystyle t_{\bot }} — туннелирование между слоями. Этот гамильтониан действует на вектор {\displaystyle \Psi =(\psi _{1A},\psi _{1B},\psi _{2A},\psi _{2B})^{T}}, где индексы обозначают слой, а буквы подрешётку. Спин и долина здесь не учитывается.